# فوروي فاميلي ريزيدنس (منزل شعبي)
فوروي فاميلي ريزيدنس أو (باللغة اليابانية: 古井家住宅) هو منزل شعبي قديم في مدينة هيميجي بمحافظة هيوغو . له اسم شائع اخر وهو " فوروي سينيا " أو (باللغة اليابانية:古井千年家). من المقدر أنه تم بناؤه في أواخر فترة موروماتشي وتم تخصيصه كممتلك ثقافي وطني مهم . إنه مفتوح الآن للعوام باسم حديقة سينينسيا أو (باللغة اليابانية: 千年家公園) .

## التاريخ
تشير التقديرات إلى أنه تم بناء هذا المنزل الشعبي في أواخر فترة موروماتشي . حتى عام 1967 ، كان يستخدم هذا المنل الشعبي بالفعل كمسكن.

## معلومات للزوار
- مفتوح - أيام السبت والأحد والعطلات (باستثناء عطلات نهاية العام ورأس السنة الجديدة) أيام الأسبوع للحجوزات الجماعية فقط
- السعر - مجاني (200 ين للموقف)
- الموقع - ميناجاوا ، ياسوتوميتشو ، مدينة هيميجي ، محافظة هيوغو

## عناصر ذات صلة (باليابانية)
- 三大千年家

## روابط خارجية
- Furui Family Residence (الموقع الرسمي لمدينة هيميجي)